# 전재수
전재수(田載秀, 1971년 4월 20일~)는 대한민국의 정치인으로 제20·21·22대 국회의원이다.

## 생애
경상남도 의령군 출생이다. 8세 경 부산 북구 만덕동으로 이주해 성장하였다. 국회 환경노동위원회 입법보좌관, 민주당 부대변인 등을 지냈다. 2002년 대통령직 인수위원회 경제1분과 행정관으로 참여정부의 시작부터 참여했으며, 2004년 청와대 경제수석실 행정관, 2006년 청와대 제2부속실 실장을 역임했다. 노무현재단 자문위원으로 활동했다.
2006년 제4회 전국동시지방선거 부산 북구청장과 2008년 18대 총선(2008년), 2012년 19대 총선 부산 북구·강서구 갑에 출마하였으나 낙선하였다. 2016년 4월 13일 제20대 국회의원 선거에서 3선에 도전하는 새누리당 박민식 후보를 상대로 55.92% : 44.07%로 11.85% 차로 크게 꺾고 당선되었다. 2020년 4월 15일 제21대 국회의원 선거에서도 부산 북구·강서구 갑에 출마해 미래통합당 박민식 후보와 재대결을 펼쳐 50.58% : 48.57%로 2.01% 차로 꺾고 재선되었다. 2024년 4월 제22대 총선에서 부산 북구 갑에 출마하여 당선, 3선을 하였다.

## 학력
- 1978~1984 만덕국민학교 졸업(8회)
- 1984~1987 덕천중학교 졸업(3회)
- 1987~1990 구덕고등학교 졸업(3회)
- 1990~1997 동국대학교 사범대학 역사교육과 학사
- 1997~1999 동국대학교 대학원 정치학 석사

## 경력
- 2000년 5월~2002년 12월: 국회 환경노동위원회 입법보좌관
- 2002년 12월~2003년 2월: 노무현 대통령직인수위원회 경제1분과 행정관
- 2003년 5월~2004년 1월: 부총리 겸 재정경제부장관 정책보좌관
- 2004년 7월~2006년 2월: 대통령비서실 경제수석실 행정관
- 2006년 4월~2006년 5월: 제4회 전국동시지방선거 부산광역시 북구청장 열린우리당 후보
- 2006년 8월~2007년 8월: 대통령비서실 제2부속실 실장
- 사람사는세상 노무현재단 기획위원
- 2008년 5월~2011년 12월: 민주당 부산광역시당 북구·강서구 갑 지역위원회 위원장
- 2009년 7월~12월: 태그프리 근무[2]
- 2010년 9월~12월: 플라이24 근무[2]
- 2011년 12월~2013년 5월: 민주통합당 부산광역시당 북구·강서구 갑 지역위원회 위원장
- 2012년 5월~2016년 4월: 민국개발 영업부 이사[2]
- 2012년 9월~2013년 4월: 오주건설 자문역[2]
- 2013년 5월~2014년 3월: 민주당 부산광역시당 북구·강서구 갑 지역위원회 위원장
- 2014년 3월~2015년 12월: 새정치민주연합 부산광역시당 북구·강서구 갑 지역위원회 위원장
- 2015년 12월~2024년 5월: 더불어민주당 부산광역시당 북구·강서구 갑 지역위원회 위원장
- 사람사는세상 노무현재단 자문위원
- 2016년 4월 13일: 대한민국 제20대 국회의원 선거 당선(부산 북구·강서구 갑, 더불어민주당, 초선)
- 2017년 4월~2017년 5월: 제19대 대통령 선거 더불어민주당 문재인 대통령 후보 공동선거대책위원회 문화예술교육 특보단장
- 2017년 5월~2018년 5월: 더불어민주당 원내부대표(입법)
- 2018년 8월~2020년 8월: 더불어민주당 부산광역시당 위원장
- 2020년 4월 15일: 대한민국 제21대 국회의원 선거 당선(부산 북구·강서구 갑, 더불어민주당, 재선)
- 2020년 5월~2021년 4월: 더불어민주당 원내선임부대표
- 2024년 4월 10일: 대한민국 제21대 국회의원 선거 당선(부산 북구 갑, 더불어민주당, 3선)
- 2024년 5월~: 더불어민주당 부산광역시당 북구 갑 지역위원회 위원장
- 2025년 7월~: 제24대 해양수산부 장관

### 의정 활동
- 2016년 5월 30일~2020년 5월 29일: 제20대 국회의원(부산 북구·강서구 갑, 더불어민주당, 초선)
  - 2016년 6월~2018년 5월: 제20대 국회 전반기 교육문화체육관광위원회 위원
  - 2016년 6월~2017년 5월: 제20대 국회 전반기 예산결산특별위원회 위원
  - 2016년 7월~2017년 7월: 제20대 국회 민생경제 특별위원회 위원
  - 2018년 7월~2020년 5월: 제20대 국회 후반기 정무위원회 위원
  - 2018년 9월~2018년 10월: 제20대 국회 헌법재판소 재판관(김기영·이영진) 선출에 관한 인사청문특별위원회 위원
  - 2018년 10월~2019년 6월: 제20대 국회 윤리특별위원회 위원
- 2020년 5월 30일~2024년 5월 29일: 제21대 국회의원(부산 북구·강서구 갑, 더불어민주당, 재선)
  - 2020년 6월~2022년 5월: 제21대 국회 전반기 정무위원회 위원
  - 2020년 7월~2024년 5월: 국회 문화유산회복포럼 구성의원
  - 2020년 9월~2021년 9월: 제21대 국회 윤리특별위원회 간사
  - 2020년 9월~2021년 4월: 제21대 국회 전반기 운영위원회 위원
  - 2021년 7월~2022년 5월: 제21대 국회 전반기 예산결산특별위원회 위원
  - 2022년 1월~2023년 12월: 제21대 국회 2030 부산세계박람회 유치지원 특별위원회 위원
  - 2022년 7월~2024년 5월: 제21대 국회 후반기 문화체육관광위원회 위원
  - 2022년 8월~2023년 6월: 제21대 국회 정치개혁 특별위원회 간사
  - 2023년 3월~2023년 7월: 제21대 국회 후반기 국회운영위원회 위원
- 2024년 5월 30일~: 제22대 국회의원(부산 북구 갑, 더불어민주당, 3선)
  - 2024년 6월~2025년 6월: 제22대 국회 전반기 문화체육관광위원회 위원장
  - 2025년 7월~: 제22대 국회 전반기 산업통상자원중소벤처기업위원회 위원

## 정치자금 모금 위해 부실 서적 출판
전재수는 국회의원 선거를 앞둔 시점마다 자신의 SNS 글 등을 짜깁기해 책을 펴내고, 출판기념회를 열어 판매했다. 전재수는 지금까지 세 권의 책을 내 모두 국회의원 선거를 앞둔 시점에 출판기념회를 진행했는데, 책은 자신의 SNS 글과 강연회 내용, 국회 발언 등을 그대로 짜깁기한 내용이 상당수였다. 또한 이전에 자신이 발간했던 책의 내용을 그대로 복사해 붙여넣기도 하여 출판기념회를 통해 선거에 필요한 자금을 끌어모으려고, 출판기념회용 도서를 양산한 것 아니냐는 지적이 제기되었다.

## 역대 선거 결과
|  | 32.80% |

|  | 38.57% |

|  | 47.60% |

|  | 55.92% |

|  | 50.58% |

|  | 52.31% |

## 소속 정당
| 소속 정당 | 소속 정당      | 소속 기간 | 비고      |
| --------- | -------------- | --------- | --------- |
|           | 열린우리당     | 2006~2007 | 정계 입문 |
|           | 대통합민주신당 | 2007~2008 | 합당      |
|           | 통합민주당     | 2008      | 합당      |
|           | 민주당         | 2008~2011 | 당명 변경 |
|           | 민주통합당     | 2011~2013 | 합당      |
|           | 민주당         | 2013~2014 | 당명 변경 |
|           | 새정치민주연합 | 2014~2015 | 합당      |
|           | 더불어민주당   | 2015~현재 | 당명 변경 |

## 같이 보기
- 부산 강서구의 국회의원
- 부산 북구의 국회의원
- 북구 갑 (2024년 부산 선거구)
- 북구·강서구 갑
- 대한민국의 해양수산부 장관